# Erik Lundberg (arkitekt)

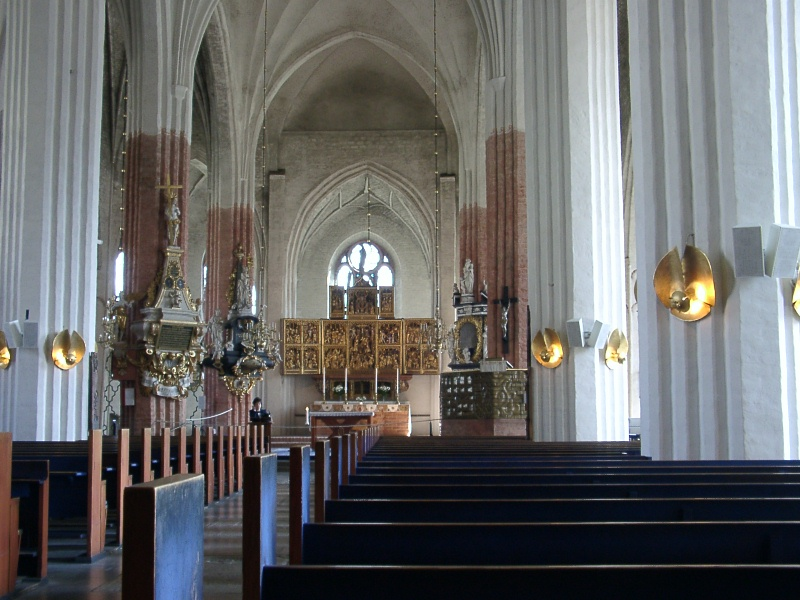
Interiör från Västerås domkyrka med Lundbergs armatur och bänkindelning.

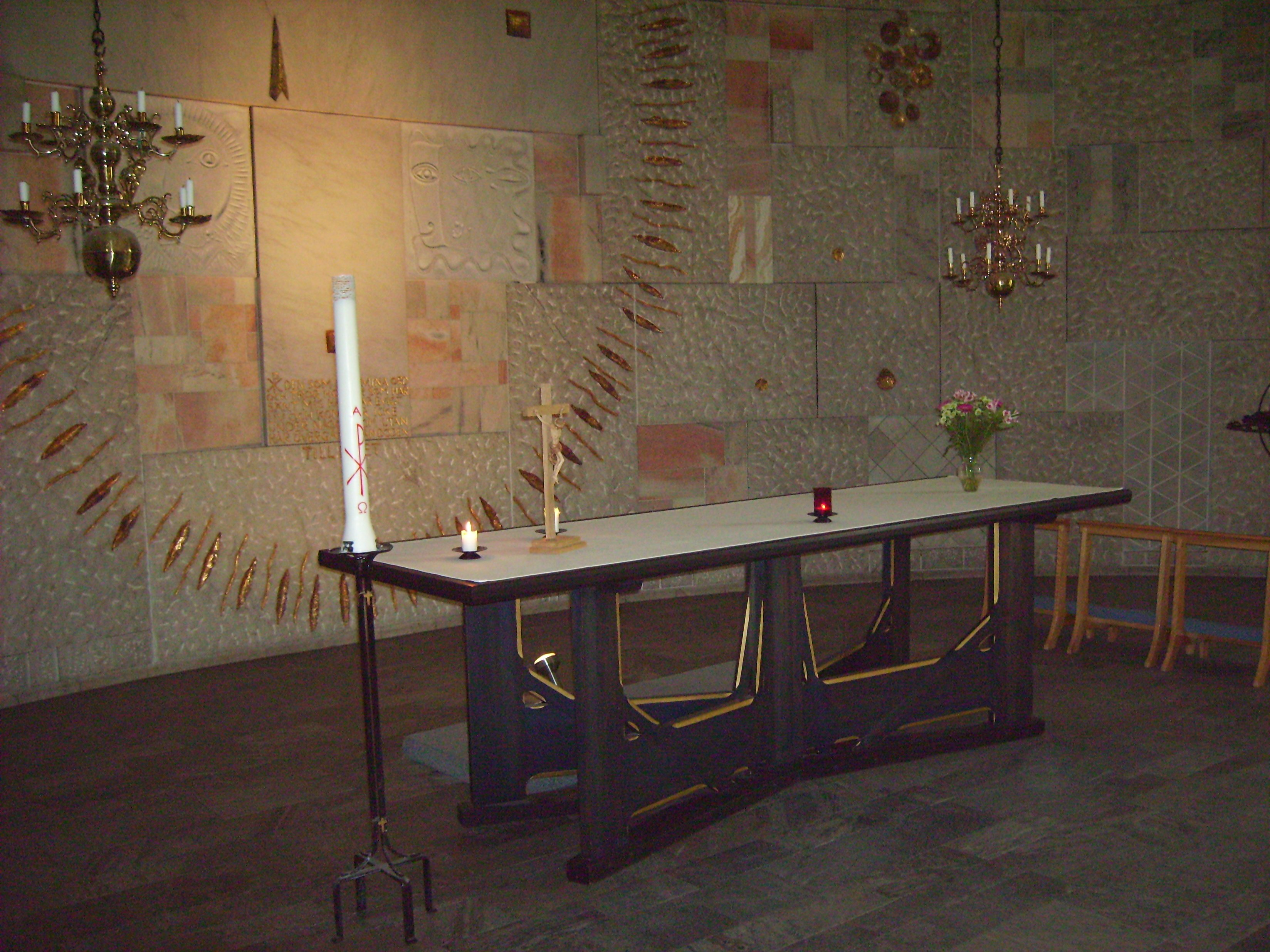
Interiör från Sankt Larskyrkan i Linköping. Lundberg ritade marmorväggen och inredningen.

Erik Johan Lundberg, född 1 februari 1895 i Malmö, död 9 maj 1969  i Lidingö, var en svensk konsthistoriker och arkitekt som främst verkade som byggnadsrestauratör.

## Familj
Erik Lundberg var son till konstnären och trädgårdsarkitekten Emma Lundberg och hade tre syskon. Den äldre brodern Hans var geofysiker och emigrerade till Kanada. Den yngre brodern Sten var affärsman och emigrerade till Argentina. Systern Barbro Nilsson var textilkonstnär och konstnärlig ledare i Märta Måås-Fjetterströms ateljé.

## Biografi
Lundbergs lärare under studietiden var bland andra Osvald Sirén och Johnny Roosval. 1916 fick han undervisning av Sigurd Curman i monumentforskning. Han följde sedan troget Curmans linje under början av sin antikvariska verksamhet. Lundberg var mångsysslare: utöver arkitektarbetet var han arkitekturhistoriker, landskaps/trädgårdsarkitekt, författare och akvarellmålare. Han gjorde landskapsinsatser bland annat i samband med Vattenfalls kraftverksbyggen och som maskör av försvarsanläggningar. Han var intendent och föreståndare för Skansens kulturhistoriska avdelning och ritkontor 1919–1932.
Hans författargärning är omfattande: doktorsavhandlingen Herremannens Bostad (1935) följdes av beskrivningar av restaureringsarbeten. Lundberg tilldelades Hildebrandspriset 1936. Han ledde restaureringen av omkring 120 kyrkor, ruiner och byggnader som chef för Riksantikvarieämbetets byggnadsminnesavdelning.
Utöver restaureringen av kyrkor har Lundberg även ritat hus, såsom huvudhuset på Renstad gård i Östergötland. Bland hans arbeten finns även renoveringen av Villa Berglunda på Ulriksdals slotts område, som han ansvarade för 1953.
Arkitekten Erik Lundberg skall inte förväxlas med konsthistorikern Erik B. Lundberg.